# Cosmatesco

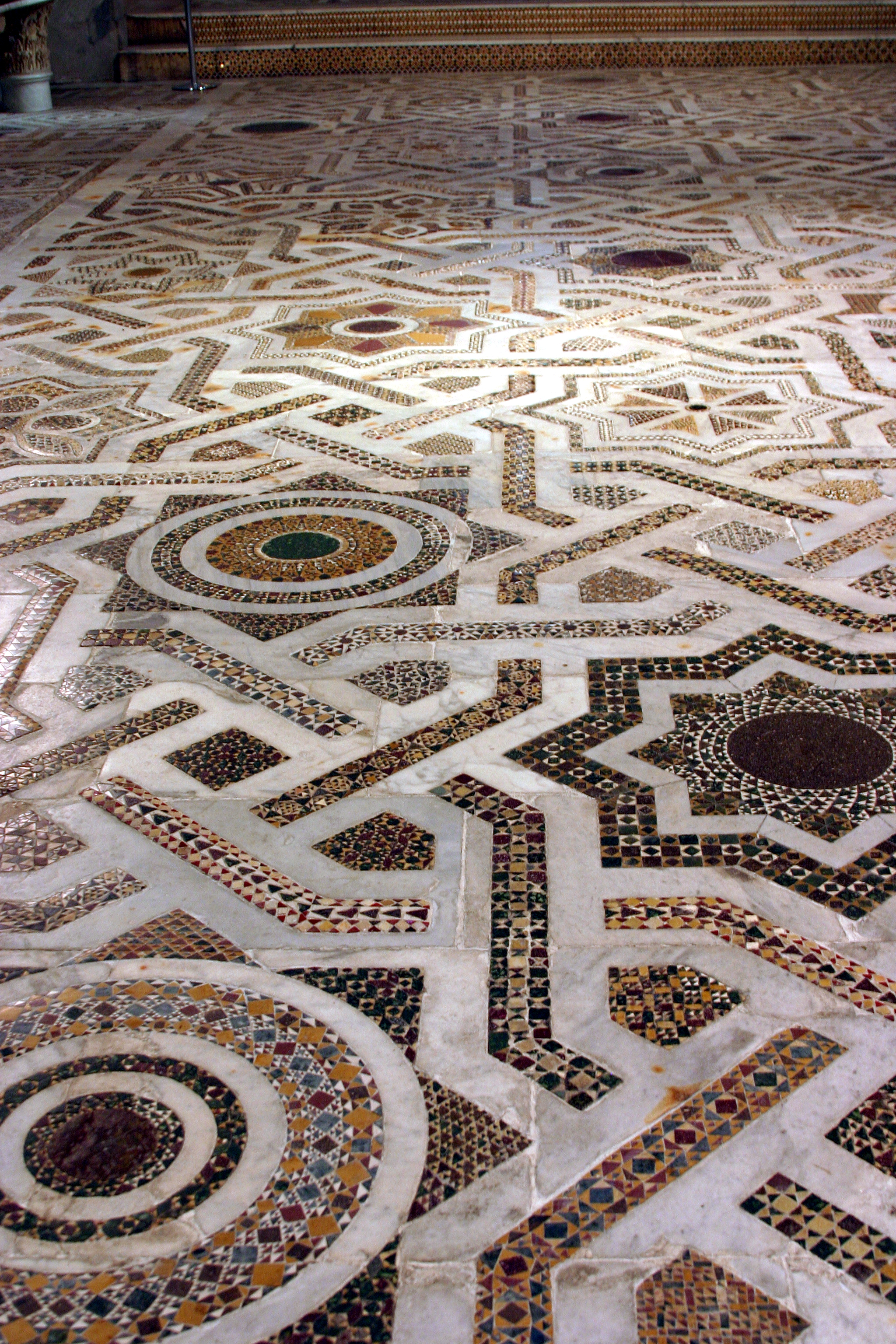
Piso cosmatesco da Catedral de Monreale.

Cosmatesco ou Cosmati é um estilo geométrico decorativo de incrustação em pedra típico da arquitetura da Itália medieval, especialmente em Roma e arredores, inspirado nos mosaicos do Império Bizantino. Foi muito utilizado para decorar o piso de igrejas, mas também aparece em paredes, púlpitos e cátedras. O nome é uma referência à família Cosmati, que era proprietária da principal oficina romana especializada em trabalhos em mármore que criou a técnica. O estilo se espalhou pela Europa e foi empregado em muitas igrejas prestigiosas, como no altar-mor da Abadia de Westminster, que tem um piso cosmatesco.

## Descrição e primeiros anos
A família Cosmati floresceu em Roma nos séculos XII e XIII e inovou na arte do mosaico. Sua principal contribuição foi a utilização de tésseras de vidro juntamente com as de mármore multicolorido, incrustados em peças maiores de mármore branco de arquitraves, frisos de claustros, caneluras de colunas e em monumentos funerários. Aparecem também em painéis de molduras, de pórfiro ou outros mármores, em púlpitos, cátedras, grades ou como peça decorativa por si só. A cor é brilhante por causa da utilização livre de tésseras douradas. Apesar de mais frequente em Roma do que em outros lugares, seu uso de forma alguma ficou confinado à cidade. Entre outros lugares, o estilo cosmatesco está presente na Capela Palatina, de Palermo, por exemplo, embora a real natureza desta conexão artística com a arte da Sicília ainda precise ser esclarecida.
Embora os Cosmati sejam os epônimos do estilo, aparentemente eles não foram os primeiros a desenvolver a técnica. Um estilo muito similar já aparece no piso da Abadia de Montecassino (1066–1071), construída utilizando operários de Constantinopla, o que aumenta a possibilidade de que o estilo geométrico tenha sido fortemente influenciado pelos mosaicos bizantinos. Porém, a técnica é diferente, pois os pisos cosmatescos eram compostos por pedras de tamanhos e formatos diferentes, uma técnica bastante diferente dos mosaicos opus tessellatum, nos quais os padrões são constituídos por pequenas unidades de tamanho e forma similar. A pedra utilizada pelos Cosmati eram geralmente material recuperado das ruínas de antigos edifícios romanos, inclusive as grandes pedras redondas, obtidas através de um cuidadoso corte tranversal das colunas romanas.
De acordo com a Enciclopédia Católica, este estilo de inscrustação ornamental foi "introduzida na arte decorativa da Europa durante o século XII por um marmoreiro chamado Laurentius [conhecido também como "Lorenzo Cosmati"], um nativo de Anagni, uma pequena cidade montanhosa a trinta e sete milhas a sudeste de Roma. Laurentius teria aprendido a técnica de mestres gregos e, por um tempo, seguiu-a à risca, mas depois criou seu próprio estilo original. Livre das tradições e influências bizantinas, o estilo de Laurentius evoluiu para um mosaico arquitetural decorativo, vigoroso na cor e no desenho, que ele empregou juntamente com superfícies em mármore planas ou esculpidas. Como regra geral, ele utilizava mármore branco ou de cores leves para o fundo; nestes, ele incrustava quadrados, paralelogramos e círculos de mármore mais escuro, pórfiro ou serpentina, rodeando-os com faixas de mosaico compostos de tésseras de vidro coloridas e douradas. Estes padrões enxadrezados ele separava uns dos outros utilizando molduras, esculturas ou faixas planas e os enriquecia com mosaicos. Seu primeiro trabalho registrado foi numa igreja em Fabieri em 1190 e o mais antigo exemplo ainda existente está em Santa Maria in Aracoeli, em Roma, os atris das epístolas e do Evangelho, uma cátedra, uma grade e o piso. Na maior parte de suas obras, Laurentius foi ajudado por seu filho, Jacobus, que não era apenas um escultor e mosaicista, mas também um habilidoso arquiteto, como se pode atestar pelas alterações que ele realizou na Catedral de Civita Castellana, um prenúncio do Renascimento. Esta foi uma obra que outros membros de sua família participaram e todos foram seguidores da técnica por quatro gerações. Os mais eminentes estão nesta lista resumida: Laurentius (1140–1210); Jacobus (1165–1234); Luca (1221–1240); Jacobus (1213–1293); Deodatus (1225–1294); Johannes (1231–1303)".

## Terminologia
Um outro nome para a técnica cosmatesca é opus alexandrinum. Definições deste termo e a distinção entre ele e o opus sectile variam. Alguns restringem o opus alexandrinum aos típicos desenhos maiores, especialmente em pisos, que fazem uso de padrões guilloche brancos preenchidos com rodas e faixas coloridas compostas de pequenas peças. Outros incluem qualquer desenho geométrico, inclusive os maiores, enquanto que o opus sectile incluiria também desenhos figurativos utilizando a mesma técnica.
Opus alexandrinum seria então uma outra forma de opus sectile na qual menos cores são utilizadas, como preto e branco, ou verde escuro em fundo vermelho ou vice-versa. Este termo é utilizado principalmente para designar uma espécie de mosaico encontrado em combinação com grandes lajes de mármore, muito utilizada em pisos de igrejas romanas medievais e nalgumas renascentistas, como, por exemplo, no piso da Capela Sistina e na Stanza della Segnatura de Rafael.

## Exemplos em Roma
Entre as igrejas decoradas no estilo cosmatesco em Roma, as mais importantes são Santa Maria in Trastevere, San Giovanni in Laterano, San Lorenzo fuori le Mura, San Saba, San Paolo fuori le Mura, Santa Maria in Aracoeli, Santa Maria in Cosmedin, Santa Maria Maggiore, San Crisogono, San Clemente e Santa Croce in Gerusalemme. Fora de Roma, Tivoli, Subiaco, Anagni, Ferentino, Terracina e Tarquínia abrigam importantes obras cosmatescas.

## Galeria

Cosmatesco
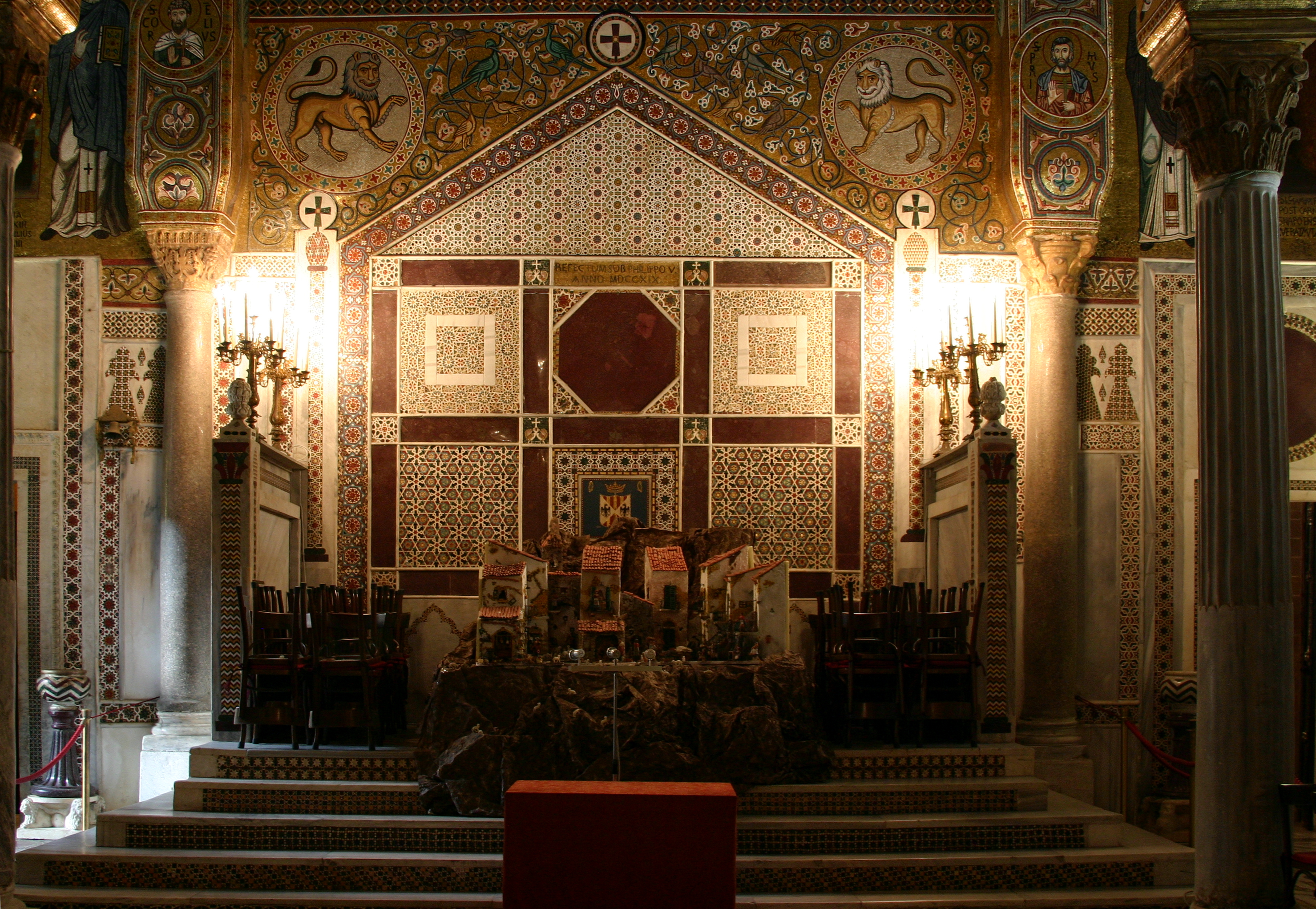
Trono real na Capela Palatina, em Palermo.
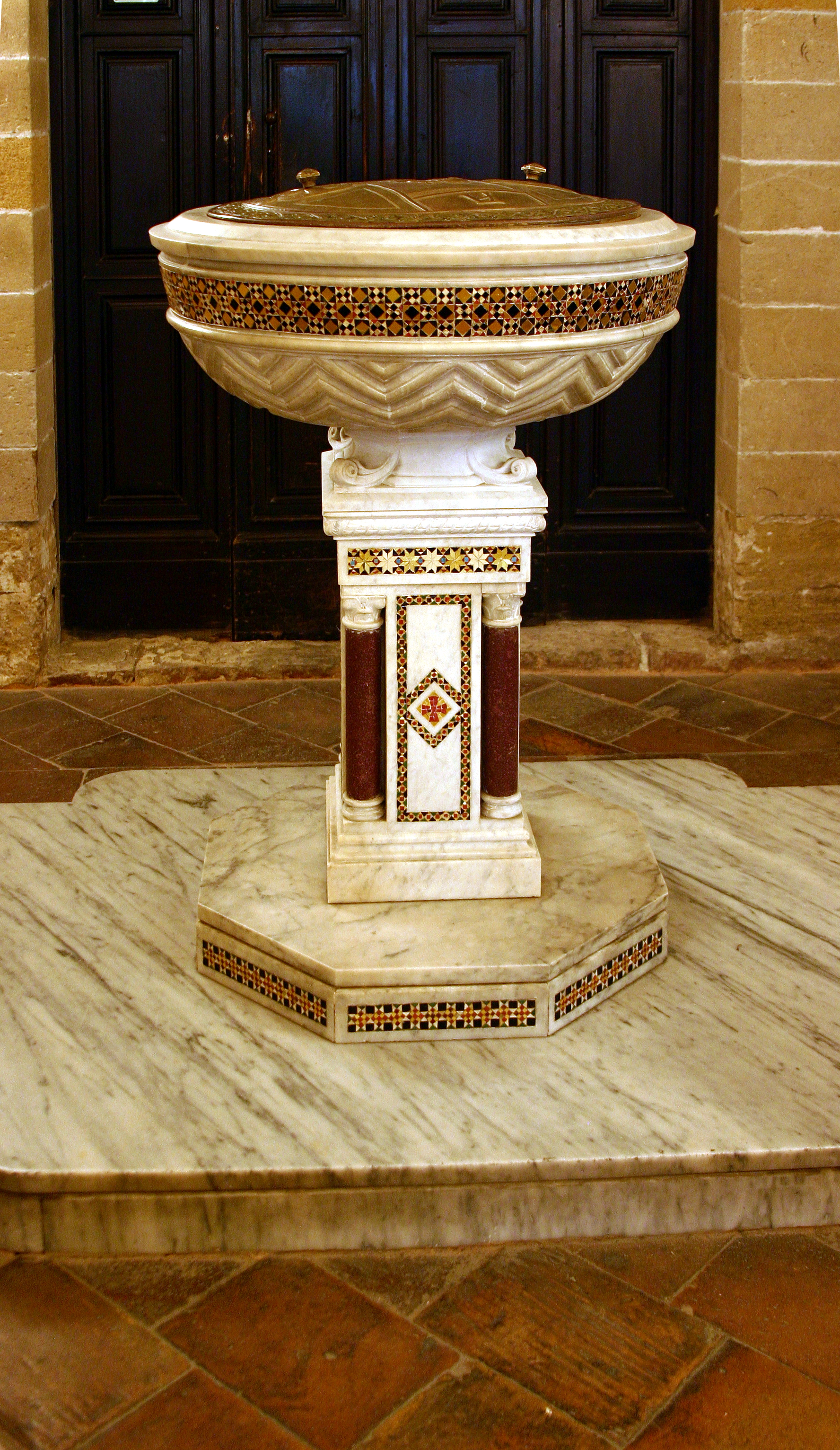
Pia batismal na Capela Palatina, em Palermo.
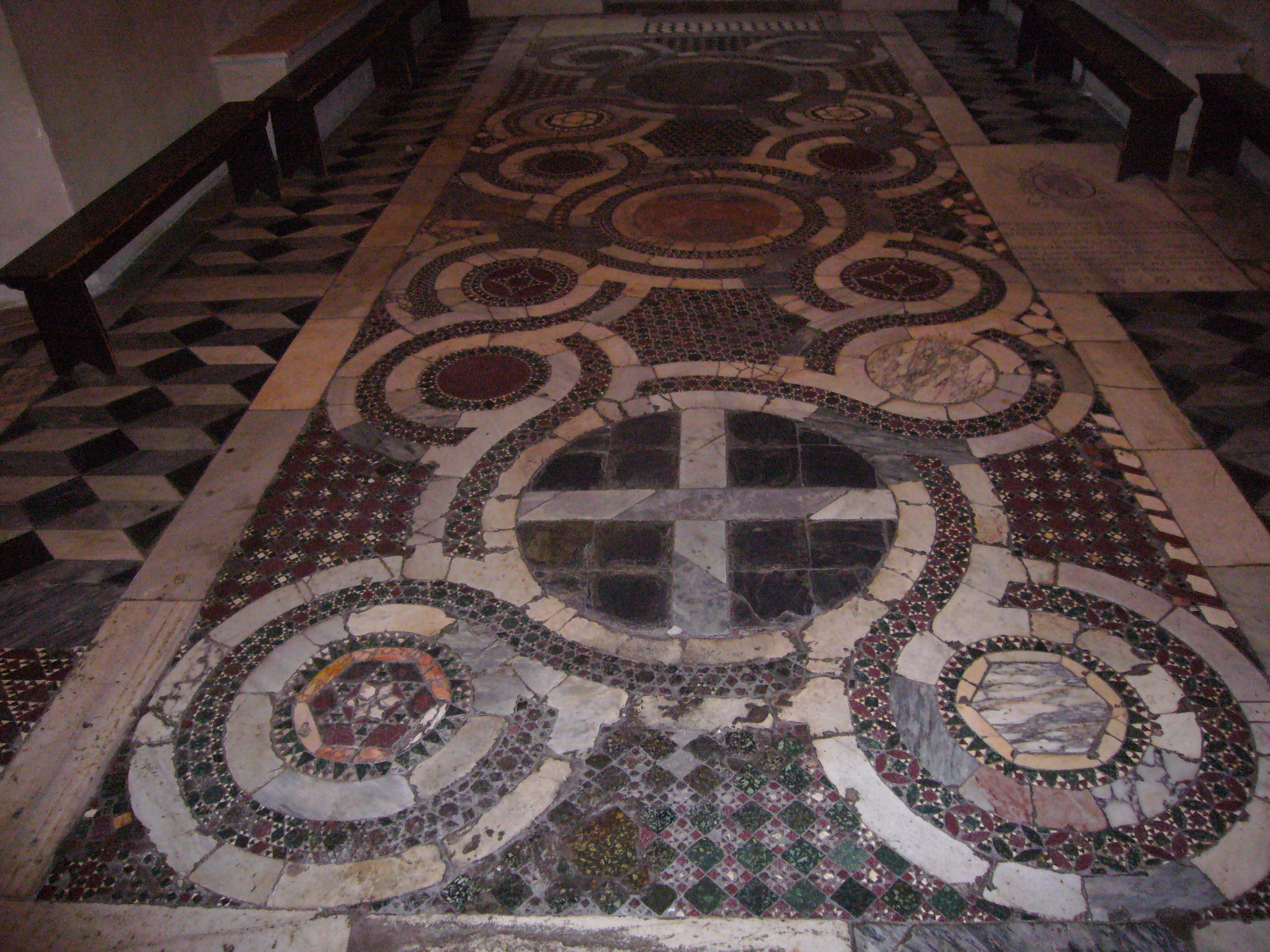
Piso da Capela de São Silvestre em Santi Quattro Coronati, em Roma.
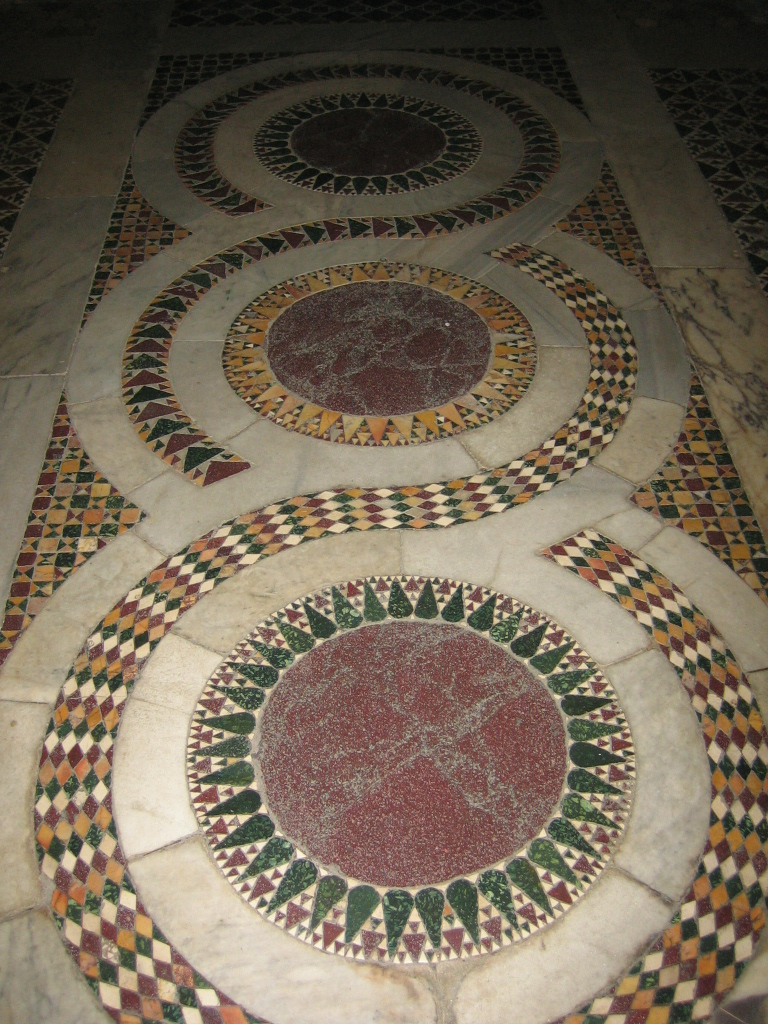
Piso de Santa Maria in Cosmedin, Roma.
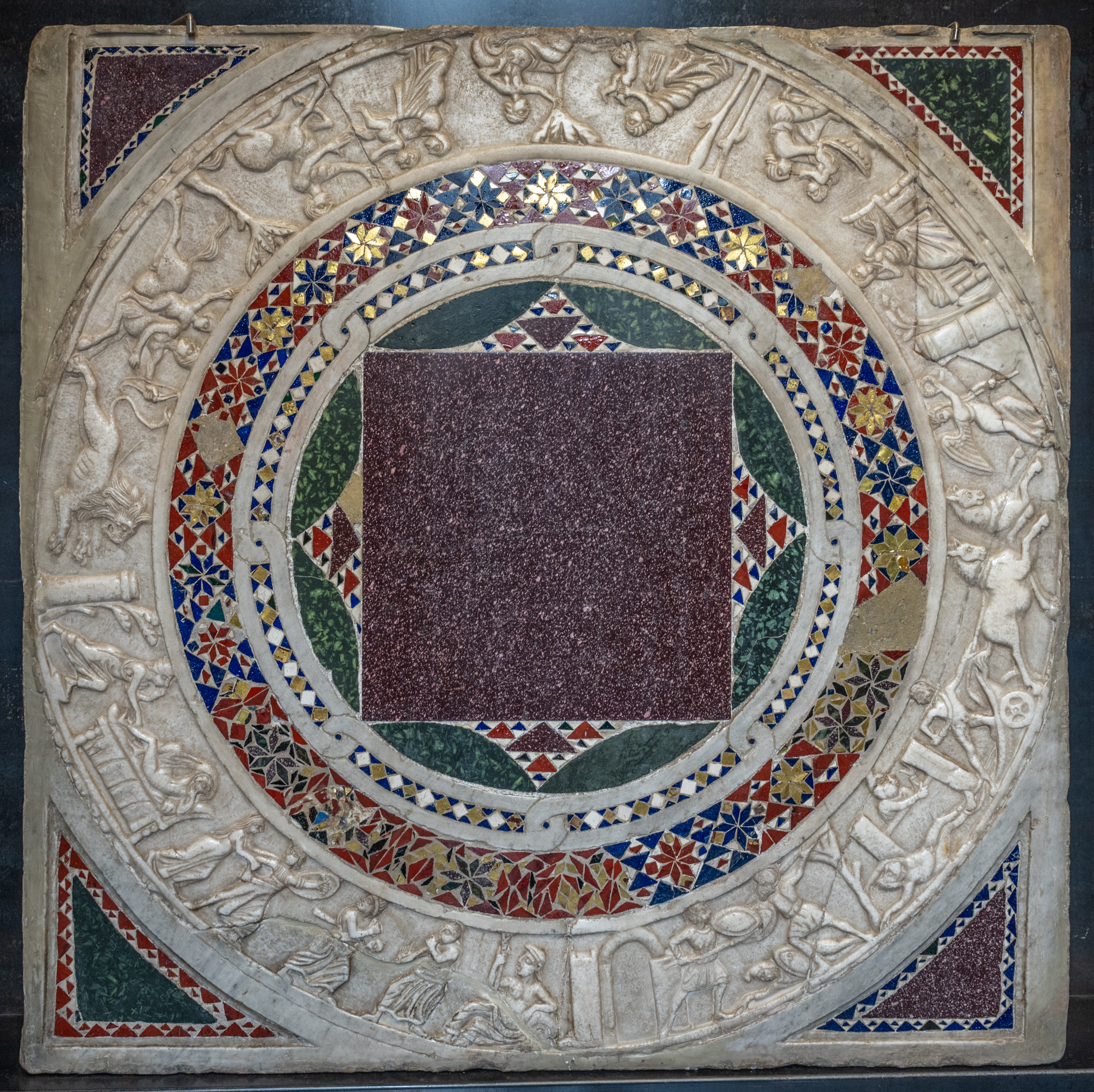
Painel em Santa Maria in Aracoeli, em Roma.
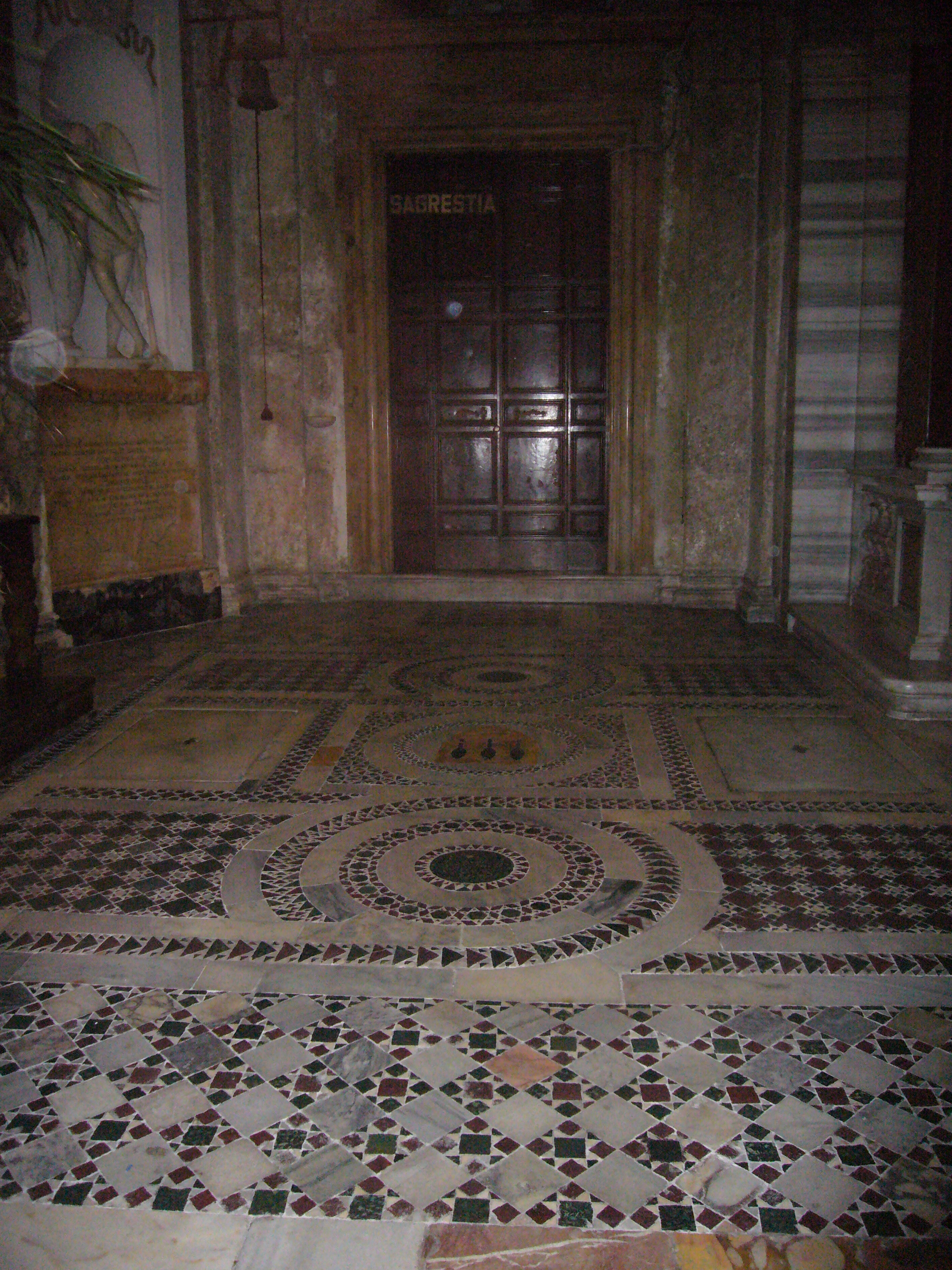
San Marco Evangelista al Campidoglio, em Roma.